# Jošik
Jošik je naselje v občini Kozarska Dubica, Bosna in Hercegovina. 

## Deli naselja
Josipovo, Jošik in Lipova Greda.

## Prebivalstvo
| Pregled števila prebivalcev po letih | Pregled števila prebivalcev po letih | Pregled števila prebivalcev po letih | Pregled števila prebivalcev po letih | Pregled števila prebivalcev po letih | Pregled števila prebivalcev po letih |
| ------------------------------------ | ------------------------------------ | ------------------------------------ | ------------------------------------ | ------------------------------------ | ------------------------------------ |
| 1948                                 | 1953                                 | 1961                                 | 1971                                 | 1981                                 | 1991                                 |
| -                                    | -                                    | -                                    | 471                                  | 613                                  | 646                                  |

| Narodna sestava prebivalstva po letih                                                                                          | Narodna sestava prebivalstva po letih                                                                                           | Narodna sestava prebivalstva po letih                                                                                            |
| --- | --- | --- |
| 1971 | 1981 | 1991 |
| . skupaj: 471 Srbi 323 (68,57 %) Muslimani 104 (22,08 %) Hrvati 43 (9,12 %) Jugoslovani 1 (0,21 %) drugi in neznano 0 (0,00 %) | . skupaj: 613 Srbi 368 (60,03 %) Muslimani 149 (24,30 %) Hrvati 42 (6,85 %) Jugoslovani 52 (8,48 %) drugi in neznano 2 (0,32 %) | . skupaj: 646 Srbi 378 (58,51 %) Muslimani 187 (28,94 %) Hrvati 42 (6,50 %) Jugoslovani 24 (3,71 %) drugi in neznano 15 (2,32 %) |